# Instituto Tecnológico de Nueva York
El Instituto Tecnológico de Nueva York (NYIT), comúnmente conocido como New York Tech y por las siglas NYIT, es una universidad privada de investigación fundada en 1955. Tiene dos campus principales en Nueva York —uno en Old Westbury, en Long Island; y uno en Manhattan. Además, tiene un laboratorio de investigación de seguridad cibernética y un laboratorio de biociencias y bioingeniería en Old Westbury, así como campus en Arkansas, Emiratos Árabes Unidos, China y Canadá.
El Laboratorio de Gráficos por Computadora del Instituto Tecnológico de Nueva York es un entorno importante en la historia de los gráficos por computadora y la animación, ya que los fundadores de Pixar y Lucasfilm comenzaron su investigación allí.

## Visión de conjunto
El Instituto de Tecnología de Nueva York tiene cinco escuelas y dos facultades, todas con énfasis en tecnología e investigación científica aplicada: Escuela de Arquitectura y Diseño, Escuela de Educación y Estudios Interdisciplinarios, Escuela de Ingeniería y Ciencias de la Computación, Escuela de Profesiones de la Salud, Escuela de Administración, Facultad de Artes y Ciencias y Facultad de Medicina Osteopática.
New York Tech ofrece una gama completa de programas de pregrado, maestría y doctorado. El instituto ofrece actualmente cinco programas de doctorado, y tiene planes de ofrecer más programas de doctorado en un futuro próximo. NYIT es el lugar de nacimiento de las películas CGI completamente en 3D. A partir de 2020, dos ganadores del Premio Turing se han afiliado a la universidad.
A partir de 2018, New York Tech inscribe a 9930 estudiantes de tiempo completo en sus campus en todo el mundo. A partir de 2022, U.S. News & World Report incluyó a NYIT como una universidad "selectiva" con una tasa de aceptación del 75%.
Los equipos deportivos competitivos interuniversitarios de New York Tech incluyen su equipo de lacrosse cuatro veces campeón nacional de la División II de la NCAA. Todos los equipos de NYIT compiten en la División II. En 2019, NYIT se convirtió en un equipo de la College World Series. New York Tech anunció en agosto de 2020 que los Bears, parte de la East Coast Conference, suspenderían su atletismo intercolegial de la División II de la NCAA durante al menos dos años.

## Historia

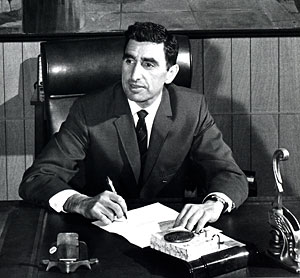
El primer presidente del NYIT, Alexander Schure

En 1955, el Instituto de Tecnología de Nueva York abrió bajo una carta provisional otorgada por la Junta de Regentes del Estado de Nueva York a NYIT. Su primer campus abrió en 500 Pacific Street en el distrito de Brooklyn, Nueva York. Los fundadores de NYIT, y en particular, Alexander Schure, iniciaron NYIT con la misión de ofrecer educación profesional orientada a la carrera, brindando a todos los estudiantes calificados acceso a oportunidades y apoyando la investigación orientada a las aplicaciones. Schure luego se desempeñó como el primer presidente de NYIT. En la comunidad de educación superior en ese momento, surgió un debate en torno a la preocupación de que los estudios de humanidades se verían eclipsados por un énfasis excesivo en la ciencia y la ingeniería. El objetivo del NYIT era crear un equilibrio entre la ciencia/ingeniería y la educación en artes liberales y, desde entonces, se ha centrado en este modelo para preparar a los estudiantes para las carreras actuales y futuras.
Para el año académico 1958-1959, la universidad tenía 300 estudiantes y había llegado el momento de expandir sus operaciones físicas. En abril de 1958, la universidad compró el Templo Pythian en 135–145 W. 70th St. en Manhattan para su centro principal. El edificio, adyacente al Lincoln Center for the Performing Arts planificado , era una estructura ornamentada de 12 pisos con una entrada con columnas. Construido en 1929 a un costo de $2 millones, incluía entre sus características un auditorio de 1200 asientos. En 1958, el NYIT patrocinó los primeros Premios Nacionales de Tecnología, creados por Frederick Pittera, un organizador de ferias internacionales y miembro de la Junta de Síndicos del NYIT, para ayudar a recaudar fondos para los laboratorios de ciencia y tecnología del NYIT. Los premios, celebrados en el Waldorf Astoria, asistieron varios cientos de invitados, con entretenimiento proporcionado por la Banda de la Fuerza Aérea de Estados Unidos. El trigésimo sexto presidente de los Estados Unidos, Lyndon Johnson, fue el orador principal. Su discurso fue transmitido a nivel nacional por ABC Radio Networks. Entre los homenajeados se encontraban el Dr. Wernher von Braun y el mayor general Bernard Schriever, comandante general del Comando Aéreo Balístico. Fotos, recortes de prensa y cintas de audio del evento están a la vista en la Biblioteca Lyndon Johnson en Austin, Texas.

### Distinción a través de la tecnología

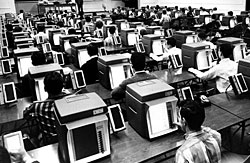
NYIT fue pionero en las computadoras en las aulas, fue el primero en introducir "máquinas de enseñanza" en la década de 1950

En 1959, NYIT introdujo "máquinas de enseñanza" para la instrucción de los estudiantes en física, electrónica y matemáticas. El NYIT también fue pionero en el uso de mainframes como herramienta de enseñanza, ya que recibió el primero, donado por CIT Financial Corporation, en 1965. El plan de estudios fue lo suficientemente exitoso como para que el NYIT recibiera dos subvenciones por un total de aproximadamente $ 3 millones del gobierno federal: una desarrollar un sistema de aprendizaje individualizado mediante el uso de computadoras; el otro para desarrollar un curso computarizado de física general para guardiamarinas en la Academia Naval de los Estados Unidos en Annapolis, Maryland.

#### Laboratorio de gráficos por computadora del NYIT
En 1974, se estableció el laboratorio de gráficos por computadora del Instituto Tecnológico de Nueva York y atrajo a personas como: el presidente de Pixar Animation Studios, Edwin Catmull, y el cofundador Alvy Ray Smith; El científico jefe de animación de Walt Disney, Lance Williams; el animador de DreamWorks Hank Grebe; y el fundador de Netscape y Silicon Graphics, James H. Clark. Investigadores del Laboratorio de Gráficos por Computadora del Instituto Tecnológico de Nueva York crearon las herramientas que hicieron posibles las películas CGI completamente en 3D. NYIT CG Lab fue considerado como el principal grupo de investigación y desarrollo de animación por computadora del mundo a finales de los 70 y principios de los 80.

#### Clean Air Road Rally
En 1995, la Escuela de Ingeniería del NYIT obtuvo el primer lugar en el Clean Air Road Rally del Departamento de Energía de EE. UU. El equipo de estudiantes de ingeniería pasó tres años diseñando y construyendo el automóvil eléctrico híbrido de alto rendimiento que venció a otros 43 vehículos. En 1998, NYIT abrió su primer programa internacional en China. En 1999, Bill Gates habló en NYIT y recibió la Medalla Presidencial de NYIT. En 2002, NYIT instaló la red de banda ancha más rápida de la costa este.

### SigloXXI
- En 2003, NYIT abrió su sitio en Baréin a estudiantes que buscaban una educación al estilo estadounidense en el Medio Oriente.
- En 2005, NYIT participó en su primer Solar Decathlon, una competencia internacional patrocinada por el Departamento de Energía de EE. UU. NYIT fue una de diecinueve universidades a nivel internacional y la única escuela en el área metropolitana de Nueva York. El equipo, compuesto por estudiantes y profesores, capturó los honores del quinto lugar.
- En 2007, NYIT coorganizó la Conferencia y Exposición Internacional de Energía en Daegu, Corea del Sur.
- En 2007, la universidad recibió $ 500,000 en fondos federales para desarrollar una iniciativa de "impresión verde" para investigar tecnología de combustible alternativo y determinar su huella de carbono.
- En 2008, NYIT instaló un laboratorio de captura de movimiento en 3D para su programa de Bellas Artes en Old Westbury. El sistema permite a la universidad usar la tecnología para enseñar a la próxima generación de animadores por computadora.
- En 2008, United Space Alliance otorgó al NYIT un contrato de investigación de $130 000 para ayudar a los científicos de la NASA a diseñar el módulo de tripulación de la nave espacial Orión utilizando tecnología de captura de movimiento en 3D. La Facultad de Medicina Osteopática del NYIT también utiliza tecnología de captura de movimiento en 3D para ayudar a los médicos a identificar mejor los problemas de movilidad y estabilidad en pacientes con enfermedad de Parkinson.
- En julio de 2008, NYIT patrocinó la primera Conferencia Internacional del Agua anual en las Naciones Unidas en la ciudad de Nueva York. El evento reunió a representantes de organizaciones no gubernamentales, corporaciones internacionales y universidades para discutir la necesidad de salvaguardar los recursos hídricos del planeta.
- En 2009, el NYIT patrocinó su segundo evento de la ONU, la Conferencia Internacional de Energía (del 31 de agosto al 1 de septiembre de 2009) para dar la bienvenida a secretarios de energía, responsables políticos y ejecutivos de empresas multinacionales para examinar oportunidades e innovaciones en el campo de la tecnología sostenible.
- NYIT cerró sus campus en Jordania y Baréin en 2013 y 2014 respectivamente.[34] NYIT tuvo que cerrar su campus en Baréin porque el Consejo de Educación Superior de Baréin decidió presentar un nuevo conjunto de regulaciones, con el objetivo de estandarizar todas las universidades privadas en Baréin. NYIT no pudo adaptarse a los cambios como las otras universidades locales en Baréin, ya que todos los campus de NYIT en todo el mundo deben seguir los mismos programas estándar estadounidenses, de lo contrario, se verían amenazados con perder su licencia y acreditación internacional.[35]

#### Plan estratégico
De 2000 a 2015, NYIT invirtió en iniciativas para mejorar la calidad de la universidad, incluida la infraestructura del campus, una facultad más grande, nuevas cátedras y cátedras dotadas. El dinero provino de subvenciones federales, subvenciones del estado de Nueva York y subvenciones de la Fundación Nacional de Ciencias, así como fondos universitarios y contribuciones de exalumnos, corporaciones y fundaciones. Por ejemplo, en 2002, el gobierno federal otorgó al NYIT 0,3 millones de dólares para un nuevo laboratorio de ciberseguridad, en 2009, el NYIT recibió una donación multimillonaria de Lumeta Corporation, en 2011, el NYIT recibió una donación de 0,16 millones de dólares subvención de la Fundación Verizon, en 2013, NYIT recibió $ 1,4 millones en subvenciones estatales y federales para una parte de los costos necesarios para construir el nuevo Centro de Innovación de Tecnología Empresarial de $ 4 millones de NYIT, en 2014, NYIT recibió una subvención de $ 0,23 millones de la Fundación Nacional de Ciencias para comprar una máquina de pulverización catódica, utilizada en los campos de la electrónica y la medicina para crear sensores de película delgada, y en 2015, el NYIT recibió del estado de Nueva York una subvención de $0,4 millones para una parte de los costos necesarios para renovar un edificio de 5300 pies cuadrados instalación para albergar tres nuevos laboratorios en su campus de Old Westbury. Algunos de los pasos tomados en el año académico 2015-2016 en la implementación del plan estratégico incluyen:
- continuación de las cuotas anuales de aulas inteligentes e instalaciones de videowall,
- continuación de la inversión en tecnología en laboratorios y estudios,
- instalación de una máquina de pulverización catódica para sala limpia dentro del Centro de Innovación Tecnológica Empresarial en el otoño de 2015,
- primer sitio web móvil presentado en enero de 2016,
- continuación de la adición de impresoras 3D en todos los departamentos,
- agregar escáneres láser capaces de medir la morfología de la superficie en 3D,
- agregando escáneres de cuerpo completo I-DEXA,
- nuevos sistemas de pruebas metabólicas Quark C-PET que permitirán evaluar la respuesta fisiológica al ejercicio en la facultad de medicina,
- invertir en mejoras de infraestructura para tecnología inalámbrica,
- iniciar la construcción de residencias universitarias, un comedor, un edificio académico y oficinas ejecutivas en el campus de Old Westbury,
- abriendo un nuevo campus en Arkansas que llevará a cabo investigaciones y ofrecerá educación de posgrado y títulos como Doctor en Medicina Osteopática (DO), Maestría en Ciencias en Simulación Médica/Cuidado de la Salud y Maestría en Ciencias en Ciencias Neuromusculoesqueléticas, entre otros.[42][43][44]
- En 2017, NYIT abrió un laboratorio de seguridad cibernética en Old Westbury, el primer laboratorio en Long Island designado como Centro Nacional de Excelencia Académica en Defensa Cibernética por la Agencia de Seguridad Nacional y el Departamento de Seguridad Nacional.[45]

## Campus

### Old Westbury
El campus de Old Westbury, Nueva York, del Instituto Tecnológico de Nueva York está ubicado en 1,050 acres (425 ha). Abarca numerosas antiguas propiedades contiguas situadas en las hermosas laderas boscosas de Old Westbury, Nueva York. Algunas de estas propiedades pertenecían anteriormente a miembros de la familia Rockefeller. Inaugurado en 1965, el campus tiene muchos edificios que incluyen un complejo deportivo, edificios administrativos y académicos, un auditorio "inteligente" de 100 asientos, varios comedores, una librería, así como la Mansión de Seversky del NYIT, un lugar para fiestas y eventos en Long Island, y una de las casas más grandes de los Estados Unidos. Se desarrolló en y alrededor del núcleo de la antigua finca de Cornelius Vanderbilt Whitney e incluye varias antiguas fincas de North Shore. Los edificios originales han sido reconstruidos para uso educativo conservando el encanto de los exteriores tradicionales. Para preservar la belleza natural del paisaje, otros edificios se agrupan en estructuras bajas y modernas rodeadas de árboles y vistas abiertas. Los edificios de aulas y las áreas de estacionamiento están conectados por senderos a través de bosques y prados que no han sido tocados por la construcción. Las plazas conectan edificios de aulas y actúan como salas al aire libre para estudiantes y profesores. Conciertos, conferencias y eventos recreativos informales se programan con frecuencia en el campus.
Las instalaciones deportivas en el campus de Old Westbury incluyen el President's Stadium de 1,000 asientos, el President's Field, el estadio Recreation Hall de 500 asientos, el NYIT Softball Complex y el NYIT Tennis Complex que consta de seis canchas. Muchas personas notables, incluido Patch Adams, hablaron en el Auditorio Riland en su campus de Long Island. El campus de Old Westbury es principalmente un campus de cercanías, aunque los estudiantes residenciales tienen opciones de dormitorios.
El campus de Long Island también alberga la Facultad de Medicina Osteopática del Instituto Tecnológico de Nueva York, la única escuela de medicina osteopática en Long Island, que anteriormente se llamaba Colegio de Medicina Osteopática de Nueva York, o NYCOM. En 2008, NYIT instaló un laboratorio de captura de movimiento en 3D para su programa de Bellas Artes en Old Westbury. El sistema permite que la universidad utilice la tecnología de Hollywood para enseñar a la próxima generación de animadores por computadora. Entre 2009 y 2013, el campus de Old Westbury experimentó una serie de mejoras significativas, incluida la renovación de los 3000 pies cuadrados. Centro de Actividades Estudiantiles, creación de un laboratorio de investigación biomédica de Ciencias de la Vida, renovación del laboratorio de Materiales de Ingeniería, creación de un laboratorio de Simulación de Enfermería y creación de un laboratorio de 8,000 pies cuadrados. Centro de Emprendimiento e Innovación Tecnológica, entre otros.
En 2014, New York Tech anunció un plan de $ 93 millones para construir siete nuevos edificios en su campus de Old Westbury, incluidas cuatro residencias universitarias de cuatro pisos. En 2015, NYIT recibió del estado de Nueva York una subvención para una parte de los costos necesarios para renovar una instalación de 5300 pies cuadrados para albergar tres nuevos laboratorios en su campus de Old Westbury. Según Bloomberg/Businessweek , en 2011, Old Westbury es la segunda ciudad "más rica" de los Estados Unidos, sólo por detrás de Palm Beach, Florida. La revista anteriormente apodó a la ciudad como "el suburbio más rico de Nueva York".

### Nueva York
El campus de la ciudad de Nueva York está ubicado entre las calles 60 y 62 en Broadway, junto a Columbus Circle, al otro lado de la calle de Central Park y a poca distancia del Lincoln Center for the Performing Arts. Su ubicación central es accesible a través de rutas de metro y autobús y está cerca de salas de conciertos, teatros, museos y bibliotecas. Es atendido por autobuses de transporte público y los trenes subterráneos A, B, C, D y 1, a los que se accede en la Calle 59–Columbus Circle. Los servicios de transporte gratuitos entre semana entre las estaciones del Ferrocarril de Long Island (LIRR) en Manhasset y Hicksville y el campus de Long Island están disponibles para todos los estudiantes, profesores y personal del NYIT. Si bien ofrece una gama completa de clases en todas las principales escuelas de NYIT, la mayoría de los estudiantes se inscriben en programas que se concentran en medios, comunicaciones, negocios, informática e ingeniería.
El campus consta de seis edificios (excluyendo las residencias):
- Centro Global Edward Giuliano, 1855 Broadway,
- El edificio de nueva tecnología, 16 W. 61st Street,
- 26 oeste de la calle 61,
- El edificio de actividades estudiantiles, 1849 Broadway,
- Auditorio NYIT en Broadway, 1871 Broadway,
- 33 Oeste de la calle 60

El Edificio de Actividades Estudiantiles, 1849 Broadway, tiene un salón para estudiantes, áreas de recreación, servicios de comida, una librería y las oficinas de la Asociación de Gobierno Estudiantil, así como otros clubes y organizaciones estudiantiles. La Oficina de Actividades Estudiantiles está ubicada en el segundo piso. El Auditorio NYIT en Broadway tiene una capacidad de 268 asientos. Las oficinas de Servicios de Consejería y Bienestar, Servicios para Discapacitados, Vida en el Campus, Servicios Profesionales, Empleo para Estudiantes y Vivienda y Vida Residencial están ubicadas en 26 West 61st Street. En 2014, NYIT abrió un piso de operaciones simulado , equipado con las últimas tecnologías, incluidos hardware, software, bases de datos y fuentes de datos, en el quinto piso del edificio 26 W. 61st Street. El Centro de Soluciones para Estudiantes (Servicios de Inscripción, Tesorería, Ayuda Financiera y Registro) y Educación Internacional están ubicados en el Edificio de Nueva Tecnología, 16 West 61st Street.
El campus de la ciudad de Nueva York alberga clubes de estudiantes y organizaciones como Students Working to Achieve Greatness, Phi Iota Alpha, Allied Health Life Science Organization, Bear Hug Club, Student Nurses Association, Dance Club, American Medical Student Association, Asociación de Estudiantes de Programación, Sociedad de Hosteurs e Instituto Estadounidense para Estudiantes de Arquitectura.
Los estudiantes residenciales tienen dos opciones de dormitorios para el campus de Manhattan: Riverside Terrace Residence Hall y Anderson Residence Hall en Escuela de Música de Manhattan (compartido con la Universidad de Columbia, Barnard College y varias otras instituciones académicas), todos los cuales están supervisados por completo. personal de tiempo.
El Auditorio NYIT en Broadway, actualmente cerrado, alberga eventos, incluida la Exposición del Premio Lumen, y la Serie de Conversaciones de la Fundación SAG-AFTRA, atrayendo a celebridades como Carey Mulligan, Gloria Steinem, Meryl Streep, Mark Ruffalo y Leslee Udwin, entre otros, al campus del NYIT en Manhattan. NYIT Auditorium en Broadway tiene capacidades de proyección en 3-D. En enero de 2020, el auditorio se inundó y sufrió daños sustanciales después de que se rompiera una tubería principal de agua debajo de la calle adyacente.
Reclutadores de empresas importantes como Google visitan el campus de Manhattan regularmente para almuerzos con estudiantes y sesiones informativas.

### Central Islip
New York Tech compró más de 500 acres del antiguo Centro Psiquiátrico Central Islip en 1984 para establecer un campus en el condado de Suffolk, Nueva York. Menos de 10 años después, la escuela comenzó a vender piezas para uso comercial. En 2005, NYIT cesó sus operaciones como campus universitario completo allí. En un momento, la ubicación incluía residencias universitarias con salones para estudiantes e instalaciones de lavandería, comedor, edificios de aulas y biblioteca. La escuela todavía opera su Centro Médico Familiar Central Islip de 7,000 pies cuadrados, ubicado cerca del antiguo campus, para servir a la comunidad local.

### Jonesboro, Arkansas
En marzo de 2014, NYIT anunció planes para abrir una escuela de medicina osteopática en Jonesboro, Arkansas, mediante la adquisición y renovación de un edificio perteneciente a la Universidad Estatal de Arkansas-Jonesboro , por aproximadamente $13 millones. El distintivo edificio de ladrillo amarillo de tres pisos, Wilson Hall en la Universidad Estatal de Arkansas, una vez albergó la biblioteca, el auditorio (con asientos en el balcón) y las oficinas administrativas de la Universidad Estatal de Arkansas, así como los laboratorios, cocinas, estudios , salas de costura, aulas y oficinas que sirvieron a todos los departamentos de las artes y las ciencias. En abril de 2015, la Comisión de Acreditación de Colegios Osteopáticos obtuvo la aprobación inicial para el sitio de la escuela de medicina osteopática en Jonesboro, Arkansas. Ya han comenzado las renovaciones en el Wilson Hall de 86,000 pies cuadrados para preparar el nuevo sitio. NYIT comenzó a contratar profesores para el nuevo sitio. En diciembre de 2015, la Facultad de Medicina Osteopática del NYIT recibió la aprobación final de la Comisión de Acreditación de Facultades Osteopáticas para reclutar estudiantes, abrir una segunda ubicación en el campus de la Universidad Estatal de Arkansas en agosto de 2016 y convertirse en la primera escuela de medicina osteopática en Arkansas.

### Otras facilidades
NYIT anteriormente tenía centros de investigación en Florida. En 2011, la Facultad de Medicina Osteopática del NYIT abrió un Centro de Atención Médica Familiar en Central Islip, Nueva York, y en 2014, la Facultad de Medicina Osteopática del NYIT abrió otro Centro de Atención Médica Familiar en Uniondale, Nueva York. NYIT abrió un centro de ciberseguridad en Old Westbury, Nueva York en 2017; La Facultad de Medicina Osteopática del NYIT tiene afiliaciones clínicas con los siguientes hospitales:
| NYIT College of Osteopathic Medicine/Academic Health Care Center |
| NYIT College of Osteopathic Medicine/Central Islip (NYIT Campus) |
| Bassett Healthcare                                               |
| Benedictine Hospital                                             |
| Brookdale Hospital Medical Center                                |
| Brooklyn Hospital Center                                         |
| Clara Maass Medical Center                                       |
| Coney Island Hospital                                            |
| Danbury Hospital                                                 |
| Frankford Hospital                                               |
| Good Samaritan Hospital Medical Center (West Islip, NY)          |
| Griffin Hospital                                                 |
| Holliswood Hospital                                              |
| Jamaica Hospital Medical Center                                  |
| Jersey City Medical Center                                       |
| Long Beach Medical Center                                        |
| Lutheran Medical Center                                          |
| Maimonides Medical Center                                        |
| Mid-Hudson Family Health Institute                               |
| Mountainside Family Medicine                                     |
| Nassau University Medical Center                                 |
| Newark Beth Israel Medical Center                                |
| North Shore University Hospital- The Sandra Atlas Bass Campus    |
| Long Island Jewish Medical Center (Cirugía)                      |
| Forest Hills Hospital                                            |
| Plainview Hospital                                               |
| Zucker Hillside Hospital (Psiquiátrico)                          |
| Northern Dutchess Hospital                                       |
| Overlook Hospital                                                |
| Queens Hospital Center                                           |
| Saint Barnabas Medical Center (NJ)                               |
| Sisters of Charity Hospital                                      |
| St Barnabas Hospital (Bronx)                                     |
| St. Luke's Cornwall                                              |
| South Nassau Communities Hospital                                |
| Southampton Hospital                                             |
| St. Clare's Hospital                                             |
| St. Vincent's Midtown                                            |
| Union Hospital                                                   |
| Wilson Memorial Regional Medical Center                          |
| Wyckoff Heights Medical Center                                   |

### Programas globales
Además de sus ubicaciones en los Estados Unidos, el Instituto de Tecnología de Nueva York tiene presencia en los siguientes países:

#### Emiratos Árabes Unidos
El campus de NYIT-Abu Dhabi se encuentra en el Parque Tecnológico del Centro de Excelencia para la Investigación y Capacitación Aplicadas (CERT), sede de empresas internacionales como Intel, Honeywell y Lucent Technologies. Es una instalación universitaria moderna adyacente al Colegio de hombres de Abu Dabi. Las aulas cuentan con tecnologías como pizarras inteligentes y computadoras de alta tecnología. NYIT-Abu Dhabi tiene una colección de biblioteca, servicios de cáterin y estacionamiento. Las personas notables que hablaron en NYIT-Abu Dabi incluyen a la Secretaria de Educación de EE. UU., Margaret Spellings.

#### China

##### Nankín
NYIT- Nanjing se estableció en colaboración con la Universidad de Correos y Telecomunicaciones de Nankín. Los estudiantes de NYIT-Nankín tienen acceso a las residencias, comedores y actividades de la Universidad de Correos y Telecomunicaciones de Nankín. El campus de NYIT está separado pero unido al campus de la Universidad de Correos y Telecomunicaciones de Nankín. Los cursos se imparten en inglés y los estudiantes obtienen el equivalente a un título estadounidense sin los gastos de viaje al extranjero. Los graduados tienen la opción de obtener "títulos paralelos" de NYIT y NUPT o, si así lo desean, solo el título de NYIT. Los estudiantes pueden estudiar únicamente en Nankín o pueden optar por tomar algunos de sus cursos en los campus del NYIT en Nueva York. Se prevé que la inscripción en NYIT-Nankín llegue a 6.000.

##### Pekín
La Facultad de Medios Internacionales de Comunicación de la Universidad de China (comúnmente conocida como ICUC ) es un Centro de Tecnología de Medios aprobado por el Ministerio de Educación de China que el NYIT lanzó con la Universidad de Comunicación de China en Pekín en 2015. Es la primera institución de gestión cooperativa en medios homologados por el Ministerio de Educación. Ofrece programas de pregrado y posgrado de doble titulación.
La interconectividad de los programas de Nueva York y Beijing permite a los estudiantes y profesores colaborar en proyectos creativos y revisiones. Los programas NYIT-CUC son altamente selectivos, y los estudiantes elegidos de toda China tenían que cumplir con los estándares de admisión de NYIT y CUC, incluida la capacidad de tomar sus cursos en inglés. El plan de estudios y los requisitos de cada programa son idénticos a los cursos y programas del NYIT que se ofrecen en Nueva York.

##### Sitios
New York Tech ofrece programas de MBA en conjunto con JUFE en Nanchang, Shanghái y Shenzhen.

#### Canadá
NYIT- Vancouver ofrece títulos de posgrado y tiene dos campus: uno en el centro de Vancouver, en el corazón del distrito financiero y cerca de muchos lugares culturales, y el otro en un lugar suburbano.

#### Baréin (cerrado)
NYIT- Manama ofreció títulos de pregrado y posgrado hasta 2014 en campos que incluyen negocios, gráficos por computadora, ingeniería y diseño de interiores.

#### Jordania (cerrado)
NYIT- Amán ofreció hasta 2013 títulos de pregrado y posgrado en campos que incluyen negocios, gráficos por computadora, ingeniería y tecnología de la información.

## Organización y administración
Los programas de pregrado y posgrado del NYIT se dividen en seis escuelas y universidades. La colaboración entre las escuelas y los colegios es frecuente, según lo exigen varios programas de grado interdisciplinarios y centros de investigación.

### Escuelas y facultades
New York Tech comprende las siguientes escuelas y colegios académicos:
- Escuela de Arquitectura y Diseño
- Facultad de Artes y Ciencias
- Facultad de Ingeniería y Ciencias de la Computación
- Escuela de Profesiones de la Salud
- Escuela de Administración
- Facultad de Medicina Osteopática

El ahora desaparecido Ellis College of NYIT se creó como una división en línea que opera bajo la misión de la universidad de brindar educación profesional orientada a la carrera y acceso a oportunidades. En el otoño de 2008, NYIT eliminó gradualmente su sucursal de Ellis College.

## Programas académicos
En 2015, NYIT ocupó el puesto 14 en el estado de Nueva York por salarios promedio de profesores. El 95% del cuerpo docente del NYIT tiene un doctorado u otro título terminal. NYIT tiene acreditación completa en más de 50 áreas académicas. A nivel nacional, menos de 100 colegios y universidades igualan este logro. Como la facultad de artes liberales y ciencias de NYIT, la Facultad de Artes y Ciencias del NYIT se compromete a brindar servicios no solo a los estudiantes que obtienen sus títulos en esta facultad, sino también a todos los estudiantes universitarios del NYIT que dependen de CAS para desarrollar habilidades académicas fundamentales y completar la educación general y otras partes críticas de su educación. A partir de 2015, la Facultad de Artes y Ciencias del NYIT ofrece 28 programas de pregrado y cinco de posgrado en departamentos que incluyen Ciencias del Comportamiento, Artes de la Comunicación, Bellas Artes, Estudios Interdisciplinarios, Inglés y Oratoria, Matemáticas, Física, Ciencias Sociales, Administración Urbana y Ciencias de la vida. La Facultad de Artes y Ciencias alberga el plan de estudios básico de pregrado del NYIT.
En 2016, la Agencia de Seguridad Nacional y el Departamento de Seguridad Nacional designaron al NYIT como Centro Nacional de Excelencia Académica en Educación en Defensa Cibernética.

### Currículo básico
Desde el otoño de 2010, todos los estudiantes universitarios deben completar el plan de estudios básico. El plan de estudios básico de NYIT se creó para brindar a los estudiantes universitarios una educación orientada a los resultados que los preparará para la fuerza laboral actual.

### Demografía
El cuerpo estudiantil consta de casi 9,000 estudiantes de posgrado y pregrado y alrededor de 1,000 profesores académicos. El cuerpo estudiantil en NYIT es 52% masculino y 48% femenino.

### Bibliotecas

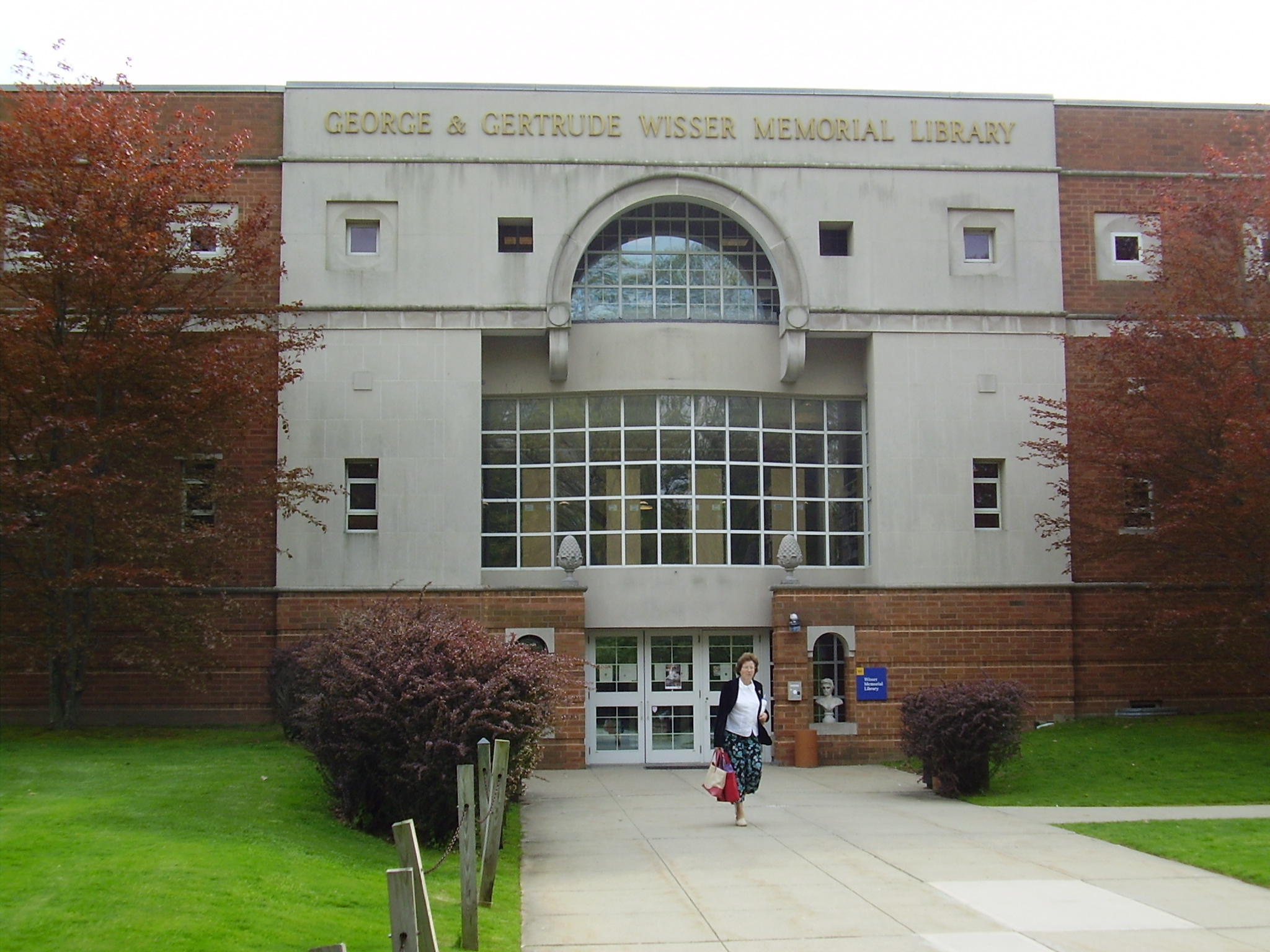
La biblioteca conmemorativa de George y Gertrude Wisser, en el campus de Old Westbury

Los campus de Nueva York incluyen cuatro bibliotecas:
- Biblioteca en memoria de George y Gertrude Wisser,
- Biblioteca de Arte y Arquitectura en Education Hall,
- Biblioteca de la Facultad de Medicina Osteopática,
- 1855 biblioteca de Broadway,

El acceso a la colección de libros, publicaciones periódicas y diarios está abierto a los estudiantes y exalumnos registrados del NYIT. El uso in situ de colecciones especiales también está disponible para estudiantes e investigadores visitantes. Las colecciones del NYIT incluyen más de 100 000 libros, 200 bases de datos, 13 000 libros electrónicos y videos.

### Clasificaciones
A nivel nacional, NYIT ocupó el puesto 151-160 según QS World University Rankings en 2020.
U.S. News & World Report clasifica al NYIT en el puesto 32 entre las universidades del norte en 2016.
En 2015, el programa MBA de NYIT ocupó el primer lugar en los Estados Unidos en términos de relación salario-deuda. Según la encuesta de SoFi, los graduados del programa MBA de NYIT ganan un promedio de $126,068 por año y tienen una deuda promedio de $50,308.
NYIT ocupó el puesto 24 en la lista de Payscale.com de Best Value College en el estado de Nueva York (ROI de 20 años), en 2015.
En 2015, NYIT ocupó el puesto 14 en el estado de Nueva York por salarios promedio de profesores.
El NYIT ocupó el puesto n.º 44 según US News & World Report Best Online Graduate Engineering Programs en 2016.
NYIT ocupó el puesto n.º 23 según US News & World Report Best Online Graduate Education Programs en 2015.
2012 Chronicle of Higher Education clasificó al NYIT como una de las mejores universidades del país para trabajar.
2009 Architect Magazine clasificó al NYIT como una de las cuatro mejores escuelas de tecnología de la construcción en los Estados Unidos.
La encuesta Campus Safety de 2009 clasificó al NYIT como la universidad más segura de Estados Unidos.
En 2016, Niche clasificó al NYIT como el segundo campus universitario más seguro del estado de Nueva York.
NYIT ha sido clasificada por The New York Times como una de las universidades más diversas de los Estados Unidos.
US News Best Colleges clasifica al NYIT como uno de los mejores programas de ingeniería en escuelas donde no se ofrece doctorado.
PayScale clasifica al NYIT como una de las mejores escuelas del país en cuanto a retorno de la inversión.
US News & World Report clasifica al NYIT como el número 40 en la nación para el programa de asistente médico.
US News & World Report clasifica al NYIT en el puesto n.º 164 del país en fisioterapia.
US News & World Report clasifica al NYIT en el puesto n.º 151 de la nación en cuanto al programa de Terapia Ocupacional.
US News & World Report colocó a la facultad de medicina del NYIT en sus listas de "Mejores facultades de medicina: investigación" y "Mejores facultades de medicina: atención primaria" en 2013.
El NYIT apareció en la lista Best Bang for the Buck Rankings de 2014 de Washington Monthly, una lista nacional de escuelas que ayudan a los estudiantes no acaudalados a obtener títulos negociables a precios asequibles.
El NYIT apareció en el ranquin de universidades de maestría de 2014 de Washington Monthly: investigación.

### Estudiar en el extranjero
Además de los campus auxiliares de NYIT en Canadá, China y Medio Oriente, NYIT tiene asociaciones de grado con más de una docena de universidades chinas, así como con universidades en Francia, Taiwán, Brasil, India y Turquía. NYIT también tiene programas de intercambio de estudiantes con universidades en Dinamarca, Países Bajos, China, Reino Unido, India, Costa Rica, Alemania, Brasil y Francia.

### Admisiones
US News & World Report describe el proceso de admisión del Instituto Tecnológico de Nueva York como "selectivo".
El NYIT ha recibido 10 010 solicitudes de primer año de posibles estudiantes de pregrado para la Clase de 2020. Los estudiantes del NYIT representan casi todos los 50 estados de EE. UU. y 112 países. Para la clase de primer año de pregrado que ingresó a sus campus de Nueva York en el otoño de 2012, el NYIT atrajo 6769 solicitudes e inscribió a 1005. La clase de transferencia de pregrado que se inscribió en 2012 generó 1.625 solicitudes y 497 inscritos. El puntaje promedio del SAT (solo lectura crítica y matemáticas) de los estudiantes de primer año de pregrado fue 1230, en el otoño de 2012. El promedio de calificaciones de la escuela secundaria del NYIT para los estudiantes de primer año de pregrado fue de 3.47 en una escala de 4.0, en el otoño de 2012. La tasa de aceptación de estudiantes universitarios del NYIT fue del 65 % en el otoño de 2012. Para la clase de primer año de pregrado que ingresó a sus campus de Nueva York en el otoño de 2014, el NYIT recibió 8394 solicitudes y su tasa de aceptación de pregrado fue del 64%. La tasa de aceptación de pregrado del NYIT para la clase de transferencia de pregrado que se inscribió en 2014 fue del 57%.
Ochocientos ochenta y tres nuevos estudiantes de posgrado además de los estudiantes de medicina se inscribieron en el otoño de 2012. A partir de 2015, las escuelas de posgrado del NYIT tienen tasas de aceptación del 7% para la Facultad de Medicina Osteopática del Instituto Tecnológico de Nueva York, 11% para la Escuela de Profesiones de la Salud del Instituto Tecnológico de Nueva York, 32% a la Escuela de Arquitectura y Diseño del Instituto Tecnológico de Nueva York, 41% a la Facultad de Artes y Ciencias del Instituto Tecnológico de Nueva York, 49% a la Escuela de Educación del Instituto Tecnológico de Nueva York, 65% a la Escuela de Administración del Instituto Tecnológico de Nueva York, y 66% a la Escuela de Ingeniería y Ciencias de la Computación del Instituto Tecnológico de Nueva York.
En el año académico 2012-2013, NYIT ocupó el puesto 13 entre las universidades de maestría de Estados Unidos por número total de estudiantes internacionales matriculados.

### Acreditación

#### Acreditación general y carta
- Comisión de Educación Superior de la Asociación de Colegios y Escuelas de los Estados del Medio (todos los campus)
- El Instituto de Tecnología de Nueva York está autorizado por la Junta de Regentes de la Universidad Estatal de Nueva York

#### Acreditaciones de programas académicos
NYIT está acreditado por la Comisión de Educación Superior de la Asociación de Colegios y Escuelas de Middle States, y:
- Junta de Acreditación de Ingeniería y Tecnología, Inc.[136]
- Comisión de Revisión de Acreditación sobre Educación para el Asistente Médico
- Asociación Americana de Osteopatía
- Asociación para la Educación Infantil Internacional
- Asociación para la Tecnología y las Comunicaciones Educativas
- Comisión de Acreditación en Educación en Terapia Física
- Comisión de Educación Universitaria en Enfermería
- Consejo de Acreditación de Diseño de Interiores
- Junta Nacional de Acreditación de Arquitectura, Inc.
- Consejo Nacional para la Acreditación de la Formación Docente
- El Consejo de Acreditación para la Educación en Terapia Ocupacional de la Asociación Estadounidense de Terapia Ocupacional
- Acreditación del programa ACPHA/CHRIE.
- Association to Advance Collegiate Schools of Business (todos los campus).[137][138]
- Junta de Regentes del Estado de Nueva York, Departamento de Educación del Estado, Oficina de Profesiones (Educación de Enfermería).[139]
- Academia de Nutrición y Dietética, Consejo de Acreditación para la Educación en Nutrición y Dietética.[139]

#### Acreditaciones, licencias y aprobaciones específicas del campus
NYIT-China está acreditado por el Ministerio de Educación de China.
NYIT-Emiratos Árabes Unidos está acreditado por el Ministerio de Educación Superior e Investigación Científica de los EAU.
NYIT-Canadá está acreditado por el Ministerio de Educación Avanzada de la Columbia Británica.
NYIT-Bahrain fue acreditado por el Ministerio de Educación Superior e Investigación Científica de Baréin, así como por el Ministerio de Educación Superior de Kuwait.
NYIT-Jordan fue acreditado por el Ministerio de Educación Superior e Investigación Científica de Jordania.

### Investigación
La Oficina de Programas Patrocinados e Investigación trabaja con miembros de la facultad para solicitar fondos para apoyar programas de investigación. Cada año, NYIT recibe más de $20 millones en apoyo a la investigación de fuentes externas. Hasta la fecha, NYIT ha recibido financiamiento de agencias públicas, privadas y gubernamentales, que incluyen, entre otras:
- Institutos Nacionales de Salud[144]
- Fundación Nacional de Ciencias
- Departamento de Salud del Estado de Nueva York
- Departamento de Educación del Estado de Nueva York
- Departamento de Defensa de Estados Unidos
- Administración de Servicios y Recursos de Salud de Estados Unidos
- Departamento de Comercio de Estados Unidos[40]
- Departamento de Energía de los Estados Unidos

En 1968, el gobierno federal otorgó $3 millones en subvenciones a NYIT para investigación informática. Investigadores del Laboratorio de Gráficos por Computadora del Instituto Tecnológico de Nueva York crearon las herramientas que hicieron posibles las películas CGI completamente en 3D. Entre las innovaciones de NYIT CG Lab se encontraba un sistema de pintura de ocho bits para facilitar la animación por computadora. NYIT CG Lab fue considerado como el principal grupo de investigación y desarrollo de animación por computadora en el mundo durante finales de los 70 y principios de los 80.
En 1978, el reductor de ruido digital inventado por William E. Glenn le valió al NYIT su primer premio Emmy de televisión. Glenn dirigió el antiguo Centro de Investigación de Ciencia y Tecnología del NYIT en Florida, donde también desarrolló su invento. El reductor de ruido digital recibió una patente en tecnología 3-D en 1979.
En 1995, la Escuela de Ingeniería obtuvo el primer lugar en el Clean Air Road Rally del Departamento de Energía de EE. UU. El equipo de estudiantes de ingeniería pasó tres años diseñando y construyendo el automóvil eléctrico híbrido de alto rendimiento que venció a otros 43 vehículos.
En 2007, NYIT recibió $500,000 en fondos federales para desarrollar una iniciativa de "impresión verde" para investigar tecnologías de combustibles alternativos y determinar su huella de carbono.
En 2008, NYIT recibió una subvención del Departamento de Energía de EE. UU. para estudiar la relación entre los vehículos eléctricos y las estaciones de carga de energía renovable. Por $250,000, el NYIT pudo instalar dos cocheras solares (una en su campus de Old Westbury y otra en su campus de Central Islip), convertir dos Toyota Priuse en complementos con capacidad de batería adicional e instalar tecnología de recopilación de datos. Cada cochera abarca 4 lugares de estacionamiento, proporciona carga de nivel 1 (110 voltios) en cada lugar de estacionamiento y admite una matriz solar de 10 kW.
La investigación del NYIT sobre vehículos eléctricos, energía solar y sus impactos ambientales y de red resultantes continúa en asociación con la Autoridad de Energía de Long Island y el Instituto de Investigación de Energía Eléctrica. Actualmente, el estudio muestra que los estudiantes del NYIT participan en un programa de uso compartido de automóviles en el que pueden conducir los Prius enchufables entre sus hogares y el campus de la escuela. La escuela también planea expandir la participación a los miembros de la facultad.
También en 2008, United Space Alliance otorgó al NYIT un contrato de investigación de $130,000 para ayudar a los científicos de la NASA a diseñar el módulo de tripulación de la nave espacial Orión utilizando tecnología de captura de movimiento en 3D.
En 2009, la Administración de Servicios y Recursos de Salud de Estados Unidos otorgó una subvención de $1 millón al NYIT.
En 2010, el NYIT y el Museo naval, aéreo y espacial del Intrepid anunciaron una nueva asociación para incorporar el aprendizaje basado en proyectos para los estudiantes universitarios del NYIT con la reconstrucción de una carpa de restauración de aviones en la cubierta del portaviones USS Intrepid a través de un concurso de diseño. También en 2010, NYIT recibió una subvención de $ 1 millón de la Fundación Nacional de Ciencias para la investigación interdisciplinaria sobre el aprendizaje cibernético.
En 2011, los Institutos Nacionales de Salud otorgaron al NYIT una subvención de $1,8 millones para estudiar el vínculo entre la insuficiencia cardíaca y la enfermedad de la tiroides.
En 2011, los Institutos Nacionales de Salud otorgaron al NYIT una subvención de $1,8 millones para estudiar el vínculo entre la insuficiencia cardíaca y la enfermedad de la tiroides.
En 2013, la Fundación Nacional de Ciencias otorgó al NYIT una subvención multimillonaria de tres años para establecer un sitio de Experiencia de investigación para estudiantes universitarios (REU) para estudiar la seguridad de los dispositivos móviles y las redes inalámbricas.
El NYIT y la Universidad de Pekín dirigieron un proyecto de investigación que fue seleccionado como uno de los seis programas de EcoPartnership entre Estados Unidos y China destinados a promover modelos innovadores de colaboración entre Estados Unidos y China en materia de agua limpia y sostenibilidad ambiental. El equipo también incluyó a la Universidad de Wuhan, la Sociedad Internacional para Soluciones de Agua del Instituto Estadounidense de Ingenieros Químicos (AIChE) y HDR, Inc., un socio industrial. El proyecto se desarrolló desde septiembre de 2013 hasta agosto de 2015.
En 2015, NYIT recibió una subvención de casi $0,5 millones de los Institutos Nacionales de Salud para desarrollar un sistema inalámbrico implantable para estudiar los sistemas digestivo y gástrico del cuerpo.
La investigación del NYIT sobre animales como los dinosaurios y las jirafas se presenta regularmente en National Geographic. La investigación del NYIT también aparece a menudo en la BBC.
Un parque de energía renovable en Point Lookout, Nueva York, cuenta con una casa solar autosuficiente diseñada por estudiantes de arquitectura, ingeniería y diseño de interiores en el Instituto de Tecnología de Nueva York para el Decathlon Solar del Departamento de Energía de Estados Unidos en 2007.
NYIT patrocina la competencia de diseño de utensilios de espagueti en 3D para niños. NYIT patrocina muchos eventos y conferencias notables relacionados con programas académicos cada año, en todo el mundo. DARPA y el Departamento de Seguridad Nacional de los Estados Unidos encabezan regularmente la Conferencia Anual de Ciberseguridad del NYIT.

#### Centros de posgrado interdisciplinarios

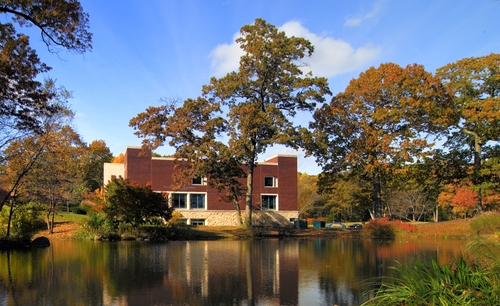
Facultad de Medicina Osteopática del Instituto Tecnológico de Nueva York

Los centros académicos de New York Tech se centran en la investigación interdisciplinaria y reúnen a departamentos, profesores y estudiantes para colaborar e intercambiar ideas.
En 1981, se inauguró el Centro de Investigación Robótica del NYIT en el campus de Old Westbury.
1998, la Facultad de Medicina Osteopática del NYIT abrió el Centro para la Enfermedad de Parkinson Adele Smithers. La Facultad de Medicina Osteopática del NYIT utiliza tecnología de captura de movimiento en 3D para ayudar a los médicos a identificar mejor los problemas de movilidad y estabilidad en pacientes con enfermedad de Parkinson.
El Centro para la Salud Global abrió sus puertas en 2007. Los estudiantes de medicina, salud afines e ingeniería han viajado a Haití y Ghana, donde ayudan a dar a luz y proporcionan agua fresca como parte del programa del Centro para la Salud Global del NYIT.
El Centro de Relaciones Laborales e Industriales brinda capacitación e investigación sobre temas relacionados con el lugar de trabajo.
El Centro de Gerontología y Geriatría colabora con la comunidad académica, el gobierno, grupos cívicos, profesionales y empresariales, y financiadores.
En 2015, se inauguró el Centro NYIT de Medicina Deportiva en el campus de Old Westbury.
NYIT abrió un centro de ciberseguridad en Old Westbury, Nueva York en 2017.
Los profesores y estudiantes del NYIT han realizado investigaciones con instituciones como el Laboratorio Cold Spring Harbor, el Laboratorio Nacional de Brookhaven, el Centro de Cáncer Memorial Sloan-Kettering, el Laboratorio Nacional de Los Álamos y otras organizaciones de todo el mundo.

#### Áreas de investigación
NYIT lleva a cabo investigaciones dirigidas por profesores y apoyadas por estudiantes en áreas como:
- Energías alternativas
- Bioingeniería
- ADN
- Tecnología Educacional
- Cardiopatía
- Enfermedad de Parkinson
- Robótica

Los profesores y estudiantes del NYIT también están involucrados en otras áreas de investigación, incluida la tecnología sostenible, la salud cardiovascular, la epilepsia, la ceguera, la infección por estafilococos y la seguridad cibernética, entre otras. NYIT ha ganado varios millones de dólares en subvenciones de los Institutos Nacionales de Salud y la Fundación Nacional de Ciencias para la investigación de enfermedades y el aprendizaje cibernético.

#### Conexiones de la industria
NYIT mantiene estrechos vínculos con el mundo industrial. Muchas de estas conexiones se realizan a través de programas de pasantías y educación cooperativa de NYIT. Por ejemplo, en 2017, NYIT abrió un laboratorio de seguridad cibernética en Old Westbury, Nueva York, el primer laboratorio en Long Island designado como Centro Nacional de Excelencia Académica en Defensa Cibernética por la Agencia de Seguridad Nacional y el Departamento de Seguridad Nacional.
El Entrepreneurship & Technology Innovation Center for Industry-University Partnerships en NYIT está estructurado en torno a una red colaborativa de asociaciones entre la industria y la universidad, conectando la industria y la academia, innovadores y emprendedores, el Entrepreneurship and Technology Innovation Center (ETIC) es un catalizador para la innovación tecnológica, emprendimiento y desarrollo económico. El ETIC se centra en tres impulsores tecnológicos del crecimiento económico en la región metropolitana de Nueva York:
- Información y Ciberseguridad
- Energía y Tecnologías Verdes
- Bioingeniería y dispositivos médicos

Empire State Development Corporation ha proporcionado financiación inicial para la iniciativa, que cuenta con el apoyo del Consejo Regional de Desarrollo Económico de Long Island. Una Junta Asesora compuesta por miembros de la industria, el gobierno y la comunidad de capital de riesgo acordó ayudar al NYIT a crear el Centro y trabajar en sus tres áreas de enfoque para crear un entorno de enseñanza e investigación de alta tecnología.

## Vida estudiantil

### Tradiciones
NYIT tiene pocas tradiciones formales, en comparación con muchas otras universidades, pero tiene una rica cultura de jerga y tradiciones informales. Hay algunos "grandes eventos" como la graduación (graduación), pero muchas actividades descentralizadas más pequeñas patrocinadas por departamentos, laboratorios, grupos vivos, actividades estudiantiles y grupos ad hoc de miembros de la comunidad NYIT unidos por intereses comunes.

### Alojamiento
La Oficina de Vida Residencial y Vivienda Fuera del Campus del Instituto de Tecnología de Nueva York crea una experiencia de vida y aprendizaje positiva para los estudiantes que viven en residencias universitarias y de forma independiente en viviendas fuera del campus.

### Gobierno Estudiantil
La Asociación de Gobierno Estudiantil (SGA) del NYIT es la voz oficial del cuerpo estudiantil. La SGA defiende los intereses de los estudiantes: académicos, culturales y sociales. Se encarga de trabajar con la facultad y la administración de la universidad para mejorar la vida en el campus. Además, la SGA supervisa el proceso de elaboración de presupuestos para clubes y organizaciones estudiantiles y apoya una variedad de eventos en todo el campus.

### Medios estudiantiles

#### LI News Tonight
LI News Tonight es un noticiero televisivo nocturno producido en el campus de Old Westbury como un servicio comunitario para los condados de Nassau y Suffolk y una oportunidad de pasantía donde los estudiantes pueden aprender sobre carreras en noticias televisivas. Durante más de 25 años, los pasantes universitarios han cubierto noticias de última hora y eventos destacados junto con reporteros y fotógrafos de estaciones de noticias profesionales, y su trabajo aparece esa noche en un noticiero de televisión transmitido por una estación de cable de Long Island.

#### Globesville
Globesville es el canal web dirigido por estudiantes del NYIT. Es una red en línea de estudiantes que utiliza el poder de las redes sociales para integrar campus, estudiantes y exalumnos del NYIT de todo el mundo. El equipo de Globesville crea y recopila videos y funciones que se centran en las actividades, los intereses y los objetivos de la comunidad del NYIT.

#### Periódicos del campus
En el campus de Old Westbury, los estudiantes del NYIT producen The Campus Slate, el periódico dirigido por estudiantes fundado en 1966. The Campus Slate realizó entrevistas con celebridades como la actriz nominada al Oscar Diane Lane y The Beach Boys. En el campus de Manhattan, los estudiantes producen NYIT Chronicle, un periódico dirigido por estudiantes fundado en 2005. En el campus de Central Islip, los estudiantes producen Campus Voice, un periódico dirigido por estudiantes fundado en 1992.

#### Revista NYIT
NYIT Magazine es la revista oficial del Instituto de Tecnología de Nueva York. La revista presenta artículos sobre temas relevantes para los exalumnos y la comunidad, e incluye noticias de eventos, investigación, cobertura deportiva y perfiles como logros de profesores y exalumnos. La revista se publica tres veces al año.

#### WNYT
La estación de radio WNYT se formó poco después de que NYIT abriera su campus de Old Westbury a mediados de la década de 1960, operando desde estudios ubicados en Education Hall. La estación dirigida por estudiantes ha transmitido alternativamente en el campus a través de conexiones de circuito cerrado y corriente portadora, y durante la década de 1970 y principios de la de 1980, sirvió como audio para la guía de programas en pantalla de Cablevision. Hoy, WNYT se escucha en línea, con programación basada en Internet a través de RealAudio.
WNYT Radio transmite muchas de las transmisiones deportivas de NYIT Bears, lo que brinda más exposición a la estación.

### Vida Griega
| Fraternidades - Phi Iota Alpha - Alpha Chi Rho - Tau Kappa Epsilon - Iota Nu Delta - Zeta Beta Tau - Delta Sigma Phi - Delta Epsilon Psi - Alpha Phi Alpha - Zeta Eta - Upsilon Mu | Sororidades - Alpha Sigma Tau - Zeta Phi Beta - Kappa Phi Gamma - Sigma Iota Alpha - Eta Chi Gamma | Mixto - DiGamma Omega Xi |

### Servicios de comedor
NYIT tiene siete comedores principales en sus campus en el estado de Nueva York, a partir de 2015. NYIT tiene cinco comedores en su campus de Old Westbury, uno en su campus de Manhattan. Se está construyendo un nuevo comedor en el campus de Old Westbury del NYIT, a partir de 2015.

### ROTC
NYIT tiene un programa ROTC, que incluye tanto el Cuerpo de Entrenamiento de Oficiales de Reserva de la Fuerza Aérea como el Cuerpo de Entrenamiento de Oficiales de Reserva del Ejército.

## En la cultura popular
Los campus del NYIT han sido escenario de películas como Arthur y Three Days of the Condor y programas de televisión como Gossip Girl y Four Weddings.